# Phare de Livourne
Le phare de Livourne (en italien : Faro di Livorno) est un grand phare actif situé sur le front de mer de Livourne (province de Livourne), dans la région de Toscane en Italie. Il est géré par la Marina Militare.

## Histoire
Le phare originel est aussi appelé Fanale dei Pisani car il a été construit par les Pisans en 1303 sur un projet attribué à Giovanni Pisano et par les maîtres-constructeurs Rocco Entello De Spina et Bonaggiunta Ciabatti dont les noms ont été gravés sur une pierre. Le phare a été construit sur une roche émergente entourée par la mer à l'entrée sud du port. il est formé par un socle polygonal à 13 côtés sur lequel est placée la tour formée de deux cylindres avec un balcon crénelé et surmontée de la lanterne. Il se compose de 11 étages reliés entre eux par un escalier en colimaçon jusqu’à 53 m de hauteur. Chaque étage mesure 3,72 m de haut, mais le premier et le deuxième respectivement 5,55 m et 4,22 m.
Le phare a été construit en utilisant la pierre blanche de Verruca provenant de la grotte de San Giuliano Terne près de Pise. Au début, furent utilisées des lampes à huile pour la lumière, puis de l'huile compressée. En 1841, on installa une lentille de Fresnel et on utilisa une lampe à gaz à acétylène. À la fin des années 1800, le système optique fut électrifié. Ferdinand Ier de Médicis, Grand Duc de Toscane, ordonna en 1854 la construction d'entrepôts dans le sous-sol qui furent transformés en Lazzaretto di San Rocco et en chantier naval. En 1911, le phare passa sous la juridiction de la Marina militare.
La tour est restée intacte jusqu'au 20 juin 1944, date à laquelle les troupes allemandes, à l’approche des Alliés, l'ont dynamité. Le phare a été reconstruit en juin 1954 selon le projet initial avec des matériaux récupérés des ruines et de la grotte. Il est réalisé en béton armé de 30 cm d'épaisseur recouvert extérieurement de pierre. Le nouveau phare a été inauguré le 16 septembre 1956 par le président Giovanni Gronchi à l'occasion du 350e anniversaire de la déclaration au statut de ville.
Relié au réseau électrique il est entièrement automatisé et alimenté par des panneaux photovoltaïque. Il possède un Système d'identification automatique pour la navigation maritime.

## Description
Le phare  est une tour cylindrique en deux tronçons en pierre de 52 m de haut, avec galerie et lanterne. La tour est non peinte et le dôme de la lanterne blanche est gris métallique. Utilisant toujours sa lentille de Fresnel d'origine il émet, à une hauteur focale de 52 m, quatre brefs éclats blancs de 0.2 seconde toutes les 20 secondes. Sa portée est de 24 milles nautiques (environ 44 km) pour le feu principal et 18 milles nautiques (environ 33 km) pour le feu de veille
Il possède un Système d'identification automatique pour la navigation maritime et un radar Racon émettant les lettres LI en code morse.
Identifiant : ARLHS : ITA-097 ; EF-1896 - Amirauté : E1356 - NGA : 7892 .

## Caractéristiques dufeu maritime
Fréquence : 20 s (W-W-W-W)
- Lumière : 0.2 seconde
- Obscurité : 3.1 secondes
- Lumière : 0.2 seconde
- Obscurité : 9.9 secondes

|                         |
| Port de Livourne (plan) |

|          |
| Le phare |

|             |
| La Lanterne |

### Lien connexe
- Liste des phares de l'Italie